# Lista de deputados distritais do Distrito Federal da 1.ª legislatura
Esta é a lista de deputados distritais eleitos para a legislatura 1991–1995.

## Composição das bancadas
| Partido | Líder                   | Bancada | Posição      |
| ------- | ----------------------- | ------- | ------------ |
| PT      | Pedro Celso             | 5 / 24  | Oposição     |
| PDT     | Peniel Pacheco          | 4 / 24  | Oposição     |
| PTR     | Rose Mary Miranda       | 4 / 24  | Governo      |
| PL      | Jorge Cauhy             | 2 / 24  | Independente |
| PCB     | Carlos Alberto Torres   | 1 / 24  | Oposição     |
| PSDB    | Maria de Lourdes Abadia | 1 / 24  | Independente |
| PDC     | Fernando Naves          | 1 / 24  | Oposição     |
| PFL     | Salviano Guimarães      | 1 / 24  | Governo      |
| PCdoB   | Agnelo Queiroz          | 1 / 24  | Oposição     |
| PDS     | Aroldo Satake           | 1 / 24  | Independente |
| PSL     | José Edmar              | 1 / 24  | Independente |
| PSC     | Tadeu Roriz             | 1 / 24  | Governo      |
| PRP     | Cláudio Monteiro        | 1 / 24  | Governo      |

## Deputados estaduais
| Números | Deputados distritais eleitos | Partido | Votação | Percentual | Localidade onde nasceu | Unidade federativa  |
| 13601   | Pedro Celso                  | PT      | 19.139  |            | Tiros                  | Minas Gerais        |
| 23321   | Carlos Alberto Torres        | PCB     | 14.541  |            | São Paulo              | São Paulo           |
| 45600   | Maria de Lourdes Abadia      | PSDB    | 13.607  |            | Bela Vista de Goiás    | Goiás               |
| 13635   | Lúcia Carvalho               | PT      | 11.506  |            | Londrina               | Paraná              |
| 22222   | Jorge Cauhy                  | PL      | 8.712   |            | Uberaba                | Minas Gerais        |
| 12412   | Jonas Vettoraci              | PDT     | 8.712   |            | Anchieta               | Espírito Santo      |
| 12020   | Peniel Pacheco               | PDT     | 6.382   |            | Uberaba                | Minas Gerais        |
| 12028   | Benicio Tavares              | PDT     | 6.036   |            | Rio de Janeiro         | Rio de Janeiro      |
| 13060   | Geraldo Magela               | PT      | 5.940   |            | Patos de Minas         | Minas Gerais        |
| 28051   | Manoel de Andrade            | PTR     | 5.940   |            | Jaçanã                 | Rio Grande do Norte |
| 17663   | Fernando Naves               | PDC     | 5.490   |            | Araguari               | Minas Gerais        |
| 25999   | Salviano Guimarães           | PFL     | 4.801   |            | Goiânia                | Goiás               |
| 65665   | Agnelo Queiroz               | PCdoB   | 4.387   |            | Itapetinga             | Bahia               |
| 11222   | Aroldo Satake                | PDS     | 4.198   |            | Marília                | São Paulo           |
| 28035   | Maurílio Silva               | PTR     | 4.198   |            | Ipanema                | Minas Gerais        |
| 13580   | Eurípedes Camargo            | PT      | 4.171   |            | Ceres                  | Goiás               |
| 12200   | Edimar Pireneus              | PDT     | 4.156   |            | Corumbá de Goiás       | Goiás               |
| 59800   | José Edmar                   | PSL     | 3.680   |            | Formosa                | Goiás               |
| 20333   | Tadeu Roriz                  | PSC     | 3.680   |            | Goiânia                | Goiás               |
| 28456   | Gilson Araújo                | PTR     | 3.537   |            | Floriano               | Piauí               |
| 22111   | José Ornelas                 | PL      | 3.520   |            | Rio de Janeiro         | Rio de Janeiro      |
| 28230   | Rose Mary Miranda            | PTR     | 3.031   |            | Natal                  | Rio Grande do Norte |
| 44022   | Cláudio Monteiro             | PRP     | 2.887   |            | Niterói                | Rio de Janeiro      |
| 13913   | Wasny de Roure               | PT      | 2.848   |            | Goiânia                | Goiás               |